# Cameră de ardere
O cameră de ardere face parte dintr-un motor cu ardere internă în care este ars amestecul de combustibil/aer.
Pentru motoarele cu abur, termenul a fost folosit și pentru o extindere a focarului care este folosit pentru a permite un proces complet de ardere.+